# التقاضي بشأن تغير المناخ

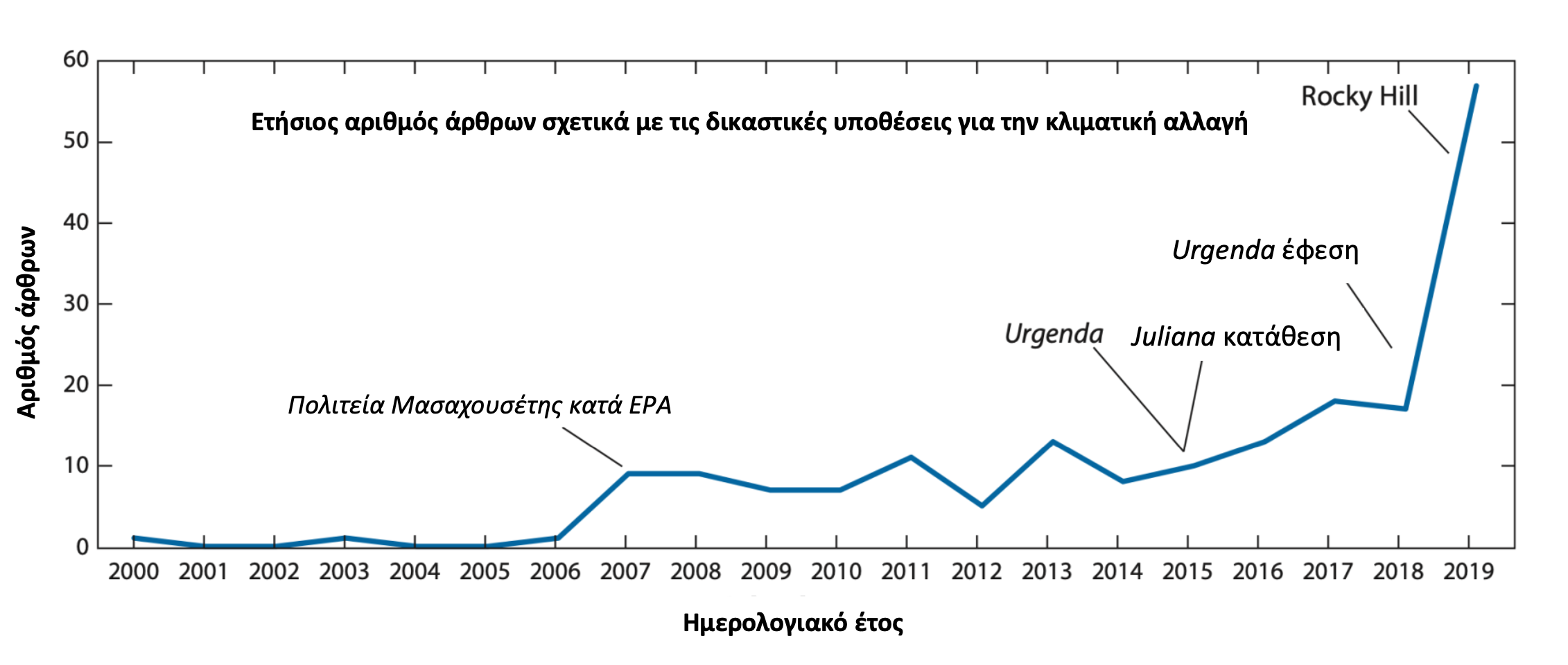
العدد السنوي لمقالات التقاضي المناخي.

التقاضي بشأن تغير المناخ والمعروف أيضًا باسم التقاضي المناخي، هو هيئة ناشئة من القانون البيئي تستخدم الممارسة القانونية لمواصلة جهود التخفيف من آثار تغير المناخ من المؤسسات العامة، مثل الحكومات والشركات. في مواجهة السياسات البطيئة لتغير المناخ التي تؤخر التخفيف من آثار تغير المناخ ، وقد كثف النشطاء والمحامون جهودهم لاستخدام الأنظمة القضائية الوطنية والدولية لتعزيز الجهود.
منذ أوائل العقد الأول من القرن الحادي والعشرين، أصبحت الأطر القانونية لمكافحة تغير المناخ متاحة بشكل متزايد من خلال التشريعات، وقد طورت مجموعة متزايدة من قضايا المحاكم مجموعة من القوانين الدولية التي تربط العمل المناخي بالتحديات القانونية المتعلقة بالقانون الدستوري والقانون الإداري والقانون الخاص أو قانون حماية المستهلك أو حقوق الإنسان. ركزت العديد من الحالات والأساليب الناجحة على النهوض باحتياجات العدالة المناخية وحركة الشباب المناخية.
بعد الحكم الصادر عام 2019 في قضية دولة هولندا ضد مؤسسة يورجيندا، والذي أعطى متطلبات ملزمة لدولة هولندا للتصدي لتغير المناخ ، قاد اتجاهًا متزايدًا لقضايا الناشطين التي تم الفوز بها بنجاح في المحاكم العالمية. شهد عام 2019 ارتفاعًا حادًا في الإجراءات، واعتبارًا من فبراير 2020 نشر نورتون روز فولبرايت مراجعة حددت أكثر من 1400 حالة في 33 دولة. في أوائل عام 2020، كانت معظم القضايا المعلقة في الولايات المتحدة، حيث تم الاستماع إلى أكثر من 1000 حالة.

## أنواع التقاضي المناخي
ينخرط التقاضي المناخي عادةً في واحد من خمسة أنواع من الدعاوى القانونية:
- القانون الدستوري - يركز على انتهاكات الدولة للحقوق الدستورية.
- القانون الإداري - الطعن في مزايا اتخاذ القرار الإداري في إطار القوانين الموجودة في الدفاتر، مثل منح أذونات للمشاريع عالية الانبعاثات.
- القانون الخاص - تحدي الشركات أو المنظمات الأخرى بسبب الإهمال والإزعاج والتعدي والثقة العامة والإثراء غير المشروع.
- الاحتيال أو حماية المستهلك - عادةً ما تتحدى الشركات لتحريف المعلومات حول تأثيرات المناخ.
- حقوق الإنسان - الادعاء بأن عدم اتخاذ إجراءات بشأن تغير المناخ يفشل في حماية حقوق الإنسان.

## الدول

### أستراليا
اعتبارًا من فبراير 2020، كان لدى أستراليا ثاني أكبر عدد من الحالات المعلقة في العالم ، مع ما يقرب من 200 حالة.

### أيرلندا
في يوليو 2020، فاز أصدقاء البيئة الأيرلندية بقضية تاريخية ضد الحكومة الأيرلندية لفشلها في اتخاذ إجراءات كافية لمعالجة أزمة المناخ والبيئة. حيث قضت المحكمة العليا في أيرلندا بأن خطة التخفيف الوطنية للحكومة الأيرلندية لعام 2017 غير كافية، مشيرة إلى أنها لم تقدم تفاصيل كافية حول كيفية تقليل انبعاثات غازات الاحتباس الحراري.

### دول أخرى
بعد الحكم التاريخي الذي أصدرته هولندا في عام 2015، حاولت مجموعات في دول أخرى نفس النهج القضائي. على سبيل المثال، لجأت المجموعات إلى المحكمة من أجل حماية الناس من تغير المناخ في بلجيكا، الهند، نيوزيلاندا، النرويج، جنوب افريقيا، سويسرا، والولايات المتحدة الأمريكية.
في عام 2018، رفعت عشر عائلات من دول أوروبية وكينيا وفيجي دعوى قضائية ضد الاتحاد الأوروبي بسبب التهديدات التي تتعرض لها منازلهم بسبب انبعاثات غازات الاحتباس الحراري في الاتحاد الأوروبي.
رفعت مجموعة من الأطفال في كولومبيا دعوى قضائية ضد الحكومة لحماية منطقة الأمازون من إزالة الغابات بسبب مساهمة إزالة الغابات في تغير المناخ. وفي عام 2018، قضت المحكمة العليا بأن الغابات المطيرة الكولومبية هي كيان موضوع حقوق يتطلب الحماية والإصلاح.
في عام 2020، طلبت قاضية محكمة إدارية في فرنسا من إدارة ماكرون مراجعة سياساتها للتعامل مع تغير المناخ للتأكد من أنها كبيرة بما يكفي للوفاء بالتزامات اتفاقية باريس.